# Jim Warren (especialista en informática)
Jim Warren (20 de julio de 1936 - 24 de noviembre de 2021) fue un educador estadounidense en matemáticas e informática, profesional de la informática, emprendedor, editor, editor y en algún momento activista.

## Carrera temprana
De 1957 a 1967, Warren fue profesor de matemáticas a nivel de escuela secundaria y profesor a nivel universitario, siendo su último puesto académico a tiempo completo el de presidente del Departamento de Matemáticas en la Universidad de Notre Dame de Namur, Belmont, una pequeña universidad de artes liberales en Belmont, California. Posteriormente impartió cursos de informática en la Universidad de Stanford, la Universidad Estatal de San José y la Universidad Estatal de San Francisco.
Tuvo su primer contrato docente a tiempo completo, por un salario anual de US$2,987, cuando tenía 20 años y solo había completado tres años de universidad. En la década siguiente, también fue profesor invitado de la National Science Foundation, fue el fundador y director de los Institutos de Matemáticas de Verano en Our Lady of the Lake University en San Antonio, Texas, y obtuvo reconocimiento nacional por los innovadores programas de enriquecimiento semanal que creó para estudiantes de secundaria y por los programas de capacitación para maestros de escuelas primarias y secundarias, todo sin costo, como presidente del Consejo de Maestros de Matemáticas del Distrito del Álamo entre (1960 – 1962).
A finales de la década de 1960, Warren participó en la Universidad Libre de Midpeninsula radical, utópica, alternativa y hippie, incluso sirvió pro-bono como su Secretario General electo durante tres mandatos. En ese tiempo, creó y editó su revista irregular, a la que tituló The Free You.

## Computación
Desde 1968 hasta mediados de la década de 1970, Warren trabajó como programador independiente de minicomputadoras y consultor informático, operando bajo el nombre de Frelan Associates (por "tierra libre"), creando procesos y adquisiciones de datos en tiempo real a nivel de ensamblador. programas de control para la investigación biomédica en Stanford Medical Center y programas de control para varias empresas de alta tecnología en Silicon Valley. En esos años, también presidió los capítulos regionales de la Association for Computing Machinery de SIGPLAN, SIGMICRO y la Península de San Francisco ACM.
En 1977, Warren cofundó la West Coast Computer Faire que, durante media docena de años, fue la convención pública de microcomputadoras más grande del mundo. Fue su homónimo "Faire Chaircreature", organizando ocho convenciones. En 1983, vendió la Feria a Prentice-Hall, "con un pago inicial del 100%; nada que pagar".
Para promover las ferias de informática y hacer circular noticias y chismes sobre la entonces naciente industria de las microcomputadoras, fundó y editó el primer periódico sensacionalista gratuito sobre microcomputación, el irregular Silicon Gulch Gazette (SGG ), publicado desde el número 0 en febrero de 1977, hasta el número 43, en enero de 1986, con un número llamado Business Systems Journal.
A partir de 1978, Warren creó y publicó el Intelligent Machines Journal (IMJ, que también es Pig Latin para "Jim"), el primer periódico de noticias por suscripción sobre microcomputación. publicado como un periódico sensacionalista, con Tom Williams como su editor fundador. Warren vendió IMJ a finales de 1979, a Patrick Joseph McGovern, el fundador del International Data Group y numerosas publicaciones periódicas informáticas en todo el mundo, incluida Computerworld' '. McGovern rápidamente cambió el nombre de IMJ a InfoWorld, como su primer periódico microcomputador, y luego lo convirtió a varios formatos de revista brillante.
Condujo la serie Computer Chronicles de la televisión PBS durante sus dos primeras temporadas (se originó en KCSM-TV del College of San Mateo, Canal 60, en los años (1981-1982).
Warren también fundó y publicó la revista de corta duración DataCast, editada por Tony Bove y Cheryl Rhodes, centrada en tutoriales en profundidad sobre programas de microcomputadoras específicos, y fue el fundador y productor de la igualmente malvada revista DataCast. fated Video Initiative, que proporciona tutoriales en cintas de vídeo similares a su propio ritmo.
Warren fue el editor fundador de Dr. Dobb's Journal de calistenia informática y ortodoncia, la primera revista informática centrada en software de microcomputadoras, creada y publicada por la organización sin fines de lucro People's Computer Company.
De 1990 a 1995, fue miembro de la junta directiva de Autodesk, Inc., uno de los editores más conocidos de programas de diseño asistido por computadora (CAD) para microcomputadoras, con AutoCAD como su producto estrella. En aquel momento, era uno de los mayores editores de software para microordenadores, con una capitalización de mercado a veces cercana a los mil millones de dólares. Su mandato allí incluyó la presentación de la posición de Autodesk en oposición a las patentes de software, y presidir el Comité de Búsqueda de CEO de la Junta que encontró y seleccionó a Carol Bartz como su director general.

## Activismo
Warren fundó y presidió el primer Comcomputadoras, Conferencia sobre Libertad y Privacidad, celebrada en 1991, que atrajo más de cien artículos de cobertura de prensa a nivel internacional. Las conferencias de la CFP han continuado, bajo otros liderazgos, durante más de 25 años, atrayendo constantemente la atención y la asistencia nacional e internacional.
En 1993, ayudó a Debra Bowen pro-bono, entonces miembro de primer año de la Asamblea del Estado de California, a redactar el Proyecto de Ley de la Asamblea 1624 (AB 1624) y organizó gran parte del apoyo estatal que ayudó a aprobar cuatro votaciones de comité y tres votaciones de pleno sin un solo voto en contra. Cuando AB 1624 entró en vigor el 1 de enero de 1994, convirtió a California en el primer estado de la nación en abrir todos sus registros legislativos públicos computarizados, estatutos, constituciones y regulaciones al acceso gratuito a través de Internet.
A partir de entonces, muchos otros estados modelaron su propia legislación a partir de la AB1624, como lo demuestra el uso de la misma frase excéntrica que Warren redactó en la AB 1624 para describir Internet, que era relativamente desconocida en ese momento: "la computadora pública cooperativa sin fines de lucro y sin propietario más grande". red". Esto era necesario para silenciar a los políticos ingenuos que objetaban que se estaría "regalando" registros públicos a la "empresa" de Internet.
Entre 1995 -1996, Warren formó parte del Panel Asesor sobre Presentaciones Electrónicas del Secretario de Estado de California. Este panel asesoró al Secretario sobre la mejor manera de implementar nuevos mandatos para informatizar los estados financieros de las campañas políticas y ponerlos a disposición del público de manera oportuna en formato electrónico sin tarifas excesivas.
Entre 1996 -1997, formó parte del Grupo de Trabajo del Senado de California sobre Acceso Electrónico a Registros Públicos, que produjo recomendaciones sobre cómo hacer que los registros computarizados del gobierno estatal y local estén disponibles para el público en formato electrónico. Warren formaba parte de la minoría que defendía el acceso en línea sin comisiones de agencia y que no cobraba más que el coste incremental directo de las copias, cuando las copias se solicitaban en formato físico. La mayoría de los miembros del Grupo de Trabajo provenían de agencias de la ciudad y del condado, y abogaban casi exclusivamente por que los registros estuvieran disponibles en formato electrónico, pero sólo por tarifas muy superiores a los costos de copia directa.

## Carrera política
En 1985, Warren fue elegido en todo el condado, en un condado de 700.000 habitantes, para la junta directiva del Distrito de colegios comunitarios del condado de San Mateo de tres universidades, para los años (1986 -1989).
En 1986, sabiendo que no tenía posibilidades de ganar, Warren se postuló sin éxito para Supervisor del Condado de San Mateo contra la entonces Presidenta de la Junta de Supervisores del Condado, Anna Eshoo, como protesta por su representación de la minoría rural del condado que constituía gran parte de su distrito de supervisión.

## Otras obras
Además de las diversas publicaciones periódicas y actas de conferencias mencionadas anteriormente, Warren también creó, publicó y editó el periódico sensacionalista "Peninsula Citizens' Advocate", que aborda cuestiones políticas rurales locales (de manera muy irregular entre los años (1984-1986).
Warren fue columnista de Futures para Microtimes y escribió una columna mensual "Realizable Fantasies" entre los años (1990 - 2001); columnista de Government Access de la revista Boardwatch entre (1994 -1996) y columnista de Public Access de la revista Government Technology entre (1993-1996 y el año 2000). Warren también escribió la columna no técnica "Coastside Cascarrabias" para el Half Moon Bay Review, Half Moon Bay, CA entre los años (1994-1996).
También escribió la primera encuesta arbitrada e invitada sobre los primeros desarrollos de las computadoras personales en la Computer magazine, una retrospectiva de 15 años llamada "Nosotros, la gente, en la era de la información" en Dr. Diario de Dobb, enero de 1991, etc.

## Educación
Warren obtuvo una maestría en Ingeniería Informática de Stanford en 1977, una maestría en Ciencias de la Información Médica del Centro Médico de la Universidad de California, San Francisco en 1974, una maestría en Matemáticas y Estadística de la Universidad de Texas en Austin en 1964, y una licenciatura en Matemáticas e IA (Inteligencia artificial) en 1959 de lo que entonces era la Universidad Estatal de Texas, Completó todo menos su disertación  (" ABD") para un doctorado. en EE-Ingeniería Informática de Stanford (avanzado a la candidatura en 1975).

## Premios
- Primer año ganador del Premio Pionero de la Electronic Frontier Foundation (1992)
- El Premio Hugh M. Hefner a la Primera Enmienda de la Fundación Playboy (1994)
- Premio James Madison a la Libertad de Información de la Sociedad de Periodistas Profesionales, Norte de California (1994)
- El premio John Dvorak a la trayectoria (1995)

## Lectura adicional
- La Ley de Registros Públicos de California (PRA) Código de Gobierno 6250–6270
- La historia secreta del hacking, un documental de 2001 protagonizado por Warren.